# Publius Servilius Priscus
Pour les articles homonymes, voir Servilius Priscus Structus.
Publius Servilius Priscus est un homme politique romain du Ve siècle av. J.-C., consul en 463 av. J.-C.

## Famille
Il est le petit-fils de Publius Servilius Priscus Structus, consul en 495 av. J.-C., le fils de Spurius Servilius Priscus Structus, consul en 476 av. J.-C., et le père de Quintus Servilius Structus Priscus Fidenas, dictateur en 435 et 418 av. J.-C. Diodore de Sicile lui donne le cognomen de Structus, porté par ses ancêtres, mais il n'apparaît pas sur les Fastes capitolins. Son nom complet est Publius Servilius Sp.f. P.n. Priscus.

## Biographie
En 463 av. J.-C., il est consul avec Lucius Aebutius Helva pour collègue. Ils entrent en charge aux calendes d’août car à l’époque les années consulaires commencent ce jour-là. À partir des calendes de septembre, le bétail est frappé par une épidémie, qui touche également les hommes. Selon Denys d'Halicarnasse, l’épidémie part des élevages de juments puis gagne les troupeaux de chèvres et de moutons, et enfin les éleveurs. Cette épidémie mortelle pour les humains et les animaux pourrait être le typhus. Les paysans et leurs troupeaux, en se réfugiant dans Rome, y répandent l’épidémie qui tue bêtes et hommes. Le consul Helva meurt le premier puis Priscus décède à son tour,,. Les augures Manius Valerius Volusus Maximus et Titus Verginius Tricostus Rutilus et le Curio Maximus Servius Sulpicius Camerinus Cornutus sont tués également.
Les deux consuls ayant trouvé la mort, un interrex est nommé afin de faire élire de nouveaux consuls durant les cinq jours de son mandat. À l'issue de ces cinq jours, si les élections n'ont pas pu avoir lieu, un nouvel interroi prend le relai. Les élections consulaires se tiennent en 462 av. J.-C., durant l'interrègne de Publius Valerius Publicola avec l'élection de Lucius Lucretius Tricipitinus et de Titus Veturius Geminus Cicurinus,.

### Auteurs antiques
- Tite-Live, Histoire romaine, Livre III, 6 sur le site de l'Université de Louvain
- (en) Denys d'Halicarnasse, Antiquités romaines, Livre IX, 50-71 sur le site LacusCurtius

### Auteurs modernes
- (en) T. Robert S. Broughton, The Magistrates of the Roman Republic : Volume I, 509 B.C. - 100 B.C., New York, The American Philological Association, coll. « Philological Monographs, number XV, volume I », 1951, 578 p.
- (fr) Annette Flobert (trad. du latin), Tite-Live, Histoire romaine, Livres I à V, Paris, Flammarion, 1995, 643 p. (ISBN 2-08-070840-6)